# Основно ястие
Основно ястие, още основно блюдо, при хранене, състоящо се от няколко блюда (каквито са обяда и вечерята), е главното ястие. Счита се за най-силното ястие, заради което се нарича „основно“, и е най-трудоемко за приготвяне. Обикновено се предхожда от предястие и следва десерта. Предходните на основното ястия обикновено са с по-малък размер и значение, като общо правило те се състоят от супи, салати и / или различни предястия.
От физиологична гледна точка предходните ястия обикновено имат мисията да утолят апетита и да отпуснат атмосферата, за да покажат основното ястие. При двустепенно проектиране на менюто като общо правило основното ястие е второто, поради което често се нарича „второ“. В различни култури или контексти това е различно. Възможно е да има много ястия, които се сервират едновременно или в не определен ред (като меню за дегустация, някои испански тапас и мезета в арабската и турската хухня).
В основното ястие основните съставки са месо или риба. Обикновено се консумира с хляб. Поради тези причини основното ястие понякога се нарича „месно ястие“. Във вегетарианската кухня основната роля обикновено се играе от бобовите растения.
На официални вечери добре планираното основно ястие може да представлява гастрономически връх или кулминация. В такъв случай предходните ястия се приготвят и се насочват към основното ястие по такъв начин, че основното ястие да се очаква и с успешен план за хранене увеличава удоволствието от ястието. Ястията след основното ястие успокояват небцето и стомаха.

## Понятието в различни култури
В САЩ и Канада (с изключение на Квебек) основното ястие традиционно се нарича entrée („предястие“). Според лингвиста Дан Юрафски, употребата на „entrée“ в Северна Америка е запазило оригиналното френско значение на съществено блюдо при хранене.

## В България
В традиционните български разбирания, под ястие се разбира „обедно ястие“ от две основни блюда – първото е някаква течна храна „супа“, „чорба“ или „бульон“, които се сервират преди второто, което се приема за „основно блюдо“ или „основно ястие“.